# El Africano
Pour les articles homonymes, voir Africano.
Manuel Ballón   plus connu comme « El Africano », né à Séville (Andalousie), à une date incertaine, mais attestée par quelques historiens de la tauromachie, est un matador andalou. Souvent considéré comme une légende au XIXe siècle, voire un matador de roman, les chroniqueurs et historiens taurins ont fini par reconstituer approximativement son parcours. Ils lui reconnaissent de nombreuses inventions de « postures » mais aucune ne porte son nom.

## Légende et réalité
Au milieu des nombreuses légendes qui circulent sur le compte de ce torero, les documents des historiens n'avancent qu'une seule certitude : son lieu de naissance, Séville. José Reyes Carmona précise même le quartier de la ville, La Cesteria, en 1702, ainsi que la raison pour laquelle il l'a quittée : il s'est battu en duel. Mais le même ouvrage annonce qu'en 1820, qui  est en réalité 1720 (sans doute une coquille d'imprimerie), le même « El Africano » était de retour pour combattre dans l'arène. L'épisode du duel pour une femme est confirmé par Patricio Morcillo Ortega. Selon le numéro 721 de la revue Sol y sombra de 1910 cité par Robert Bérard, Ballón revint en Espagne entre 1718 et 1720, accostant à Gibraltar pour vendre oranges, dattes et babouches.

## Carrière
Dès son retour, il se présenta dans le village de San Roque où Francisco Romero organisait des novillades. Manuel Ballón se proposa pour tuer un toro ; il fit preuve d'une telle dextérité avec la muleta, d'une telle aisance, et il estoqua avec une telle aisance que le public lui fit une ovation. Jusque-là, les grands toreros toréaient à cheval et à la lance. « El Africano » lança une nouvelle manière : le toreo à pied avec une épée.
Lors de la naissance du prince royal, il participa à de nombreux spectacles taurins à Algeciras (province de Cadix, communauté autonome d'Andalousie). La nouvelle de ses exploits se répandit comme une trainée de poudre, il se présenta à la maestranza de Ronda puis à celle de Séville dans un style tellement novateur que Romero imita certaines de ses « postures ».
La carrière de Manuel Ballón reste toutefois assez obscure. Il disparut progressivement et certaines sources rapportent qu'il serait mort victime de l'Inquisition. Plusieurs aficionados ont mis en doute son existence, jusqu'à ce qu'une carte datée de 1767, adressée par le marquis de la Motilla à l'hermano mayor de la Real Maestranza de Caballería de Ronda qui possédait les arènes de Ronda, mentionne ses prouesses en piste, ce qui atteste bien de son existence. Il eut d'ailleurs, à partir de 1768 une vie mondaine très active, fréquentant la haute société espagnole. 
Certains documents affirment qu'il a pris son alternative à Ronda des mains de Romero .
Le musée taurin Antonio Ordóñez de Malaga présente une collection de pièces qui retracent la vie de  Manuel Ballón.